# مجید بیشکار
مجید بیشکار (زاده ۱۵ مرداد ۱۳۳۵ - خرمشهر) بازیکن سابق فوتبال ایران است. وی سابقه بازی در تیم‌های رستاخیز خرمشهر، بنگال شرقی و محمدان کلکته را دارد.
وی سابقه ۲ بازی ملی نیز در کارنامه دارد و جزو ۲۲ بازیکن اصلی اعزامی تیم ملی ایران به جام جهانی ۱۹۷۸ آرژانتین نیز بوده‌است.